# Mose Davarashvili
Moshe Rajami Davarashvili (en georgiano: მოსე დავარაშვილი, en hebreo: משה דבראשוילי‎; Tsjinvali,1893-Jerusalén, 20 de mayo de 1980) fue un rabino judío y político georgiano del Partido Socialdemócrata de Georgia y miembro de la Asamblea Constituyente de Georgia de 1919 a 1921.

## Biografía
Nacido como hijo mayor de Rahamim y Esther Davarashvili, los hermanos de Mose Davarashvili también se convirtieron en rabino. Mose estudió la Torá en Tsjinvali con el rabino Avraham Havals, y luego en el yeshivá de Radun con el rabino Israel Meir HaCohen. Después de su regreso a Georgia, se casó con la hija del rabino Reuven Eloashvili, rabino de Kutaisi y líder del judaísmo ultraortodoxo en Georgia. Junto con su suegro, fundó una rama de Agudat Israel en Georgia y fue elegido como uno de los tres representantes de Agudat Israel en el Consejo Nacional de Georgia. También fue uno de los firmantes del acta de Independencia de Georgia el 26 de mayo de 1918. En 1919, fue elegido miembro de la Asamblea Constituyente de Georgia por el Partido Socialdemócrata de Georgia. En 1921, tras la victoria de los bolcheviques, su suegro abandonó Georgia y fue nombrado bajo su mando rabino y líder de la comunidad de Kutaisi.
En 1970 emigró a Israel, donde fue considerado uno de los líderes espirituales de los judíos georgianos. Ayudó a preservar algunas obras del folclore de los judíos georgianos (en particular el ensayo "Sobre la sabiduría del rey Salomón") publicó un libro de oraciones en georgiano.